# Комитет по политике развития
Комитет по политике развития (Committee for Development Policy, CDP) является вспомогательным органом Экономического и Социального Совета Организации Объединённых Наций (ЭКОСОС).
Варианты названия — «Комитет по политике развития», «Комитет по политике в области развития». Сокращённое название — КПР.

## История
Комитет по политике развития был создан в 1965 году, и его первым председателем был лауреат Нобелевской премии Ян Тинберген. Он предоставляет идеи, вклад и независимые консультации ЭКОСОС по возникающим межсекторальным вопросам развития и по международному сотрудничеству в целях развития.

## Задачи
Задачей комитета является предоставление совету независимых консультаций по вопросам политики развития. Комитет также отвечает за принятие решения о том, какие страны можно считать наименее развитыми странами.
Комитет консультирует совет по широкому кругу вопросов, имеющих отношение к реализации Повестки дня в области устойчивого развития на период до 2030 года.

## Структура
Комитет входит в состав ЭКОСОС ООН. Комитет состоит из 24 членов, номинированных в личном качестве Генеральным секретарем Организации Объединенных Наций и назначаемых ЭКОСОС на трехлетний срок. Секретариат комитета, входящий в состав Департамента по экономическим и социальным вопросам Организации Объединенных Наций и отдела экономического анализа и политики (Economic Analysis and Policy Division), оказывает комитету административную помощь.

## Члены
Последний трехлетний срок начался 1 января 2019 года. Членами комитета с 2019 года являлись:
- Адриана Абденур (Бразилия)
- Дебаприя Бхаттачарья (Бангладеш)
- Винни Бьянима (Уганда)
- Чхан, Ха Джун (Республика Корея)
- Диана Элсон (Великобритания)
- Флёрбей, Марк (Франция)
- Фукуда-Парр, Сакико (Япония)
- Кевин Галахер (США)
- Арунабха Гош (Индия)
- Сен Гун (Китай)
- Труди Харценберг (Южная Африка)
- Рашид Хасан (Судан)
- Стефан Класен (Германия)
- Амина Мама (Нигерия)
- Маццукато, Мариана (Италия)
- Летисия Мерино (Мексика)
- Жаклин Муситва (Замбия)
- Кейт Нерс (Тринидад и Тобаго)
- Хосе Антонио Окампо (Колумбия)
- Мэг Тейлор (Папуа-Новая Гвинея)
- Таффере Тесфачев (Эфиопия)
- Рольф ван дер Хувен (Нидерланды)
- Удовички, Кори (Сербия)
- Наталья Волчкова (Россия)[2]